# Alfredo Alexandre Luís da Silva
Alfredo Alexandre Luís da Silva foi o quinto presidente do Sport Lisboa e Benfica (1910-1911).

## Biografia
Dirigiu o clube durante cerca de 18 meses, tendo Cosme Damião como vice-presidente e com poderes cada vez mais alargados na condução dos assuntos do clube.[carece de fontes?] Do seu mandato ficou uma nova sede.